# 凤山县
凤山县是中国广西壮族自治区河池市所辖的一个县。总面积为1743平方公里，縣人民政府駐凤城镇朝阳大道28号。

## 行政区划
辖3个镇、3个乡、3个民族乡：
凤城镇、长洲镇、三门海镇、砦牙乡、乔音乡、金牙瑶族乡、中亭乡、平乐瑶族乡和江洲瑶族乡。

## 人口
根据第七次人口普查数据，截至2020年11月1日零时，凤山县常住人口为169845人。

## 交通
- 243国道、 357国道过境。